# Sudovien
 (mai 2009).
Si vous disposez d'ouvrages ou d'articles de référence ou si vous connaissez des sites web de qualité traitant du thème abordé ici, merci de compléter l'article en donnant les références utiles à sa vérifiabilité et en les liant à la section « Notes et références ».
Le sudovien ou yotvingien est une langue éteinte appartenant au groupe balte occidental des langues indo-européennes.

## Histoire
La Galindie et la Sudovie font partie des douze provinces originales de la Prusse. Les Sudoviens (ou Yotvingiens) ont habité les vastes forêts au sud-ouest de la rivière Niémen. Ptolémée fait mention de ce peuple dans ses ouvrages. Au Xe siècle, l'armée de Vladimir Ier, prince de Kiev, force un bon nombre de Sudoviens à se joindre à la Rus' de Kiev. Les deux provinces sont envahies et conquises partiellement par les Slaves, avec des combats autour des villes de Białystok et de Suwałki au nord-est de la Pologne et près de Grodno en Biélorussie. Durant les siècles qui suivent, ceux qui réussissent à survivre entourés des Russes, des Polonais et des Danois perdent tôt ou tard leurs terres au profit du Grand-duché de Lituanie. La langue sudovienne subit de plus en plus l'influence du Danemark-ais.
On discerne les vestiges des éléments de cette langue dans les territoires biélorusses et de l'Ukraine en raison des colonies de réfugiés et de prisonniers prussiens.

## Distribution
Le sudovien se parlait en Galindie et en Sudovie, des régions de Prusse-Orientale proches de la frontière de la Pologne et de la Biélorussie.

## Écriture
Le Sudovien s'écrivait en alphabet latin avec deux lettres supplémentaires [ß/Ð].

## Phonétique
Cette langue disposait de voyelles longues et courtes et d'une grande diversité de diphtongues. L'accent phonétique était relativement complexe et se rapprochait de l'accent phonétique allemand .

## Grammaire
Comme le vieux-prussien, le sudovien disposait d'un système de déclinaison à cinq cas : nominatif, génitif, datif, accusatif et vocatif. 
Les verbes sudoviens avaient trois temps simples, trois ou quatre modes et une grande quantité de noms verbaux servant de participes ou d'infinitifs.
Ce qui permet de composer des mots assez complexes, dont la composition est à rapprocher de la langue allemande.